# Platypalpus alter
Platypalpus alter är en tvåvingeart som först beskrevs av Collin 1961.  Platypalpus alter ingår i släktet Platypalpus och familjen puckeldansflugor. Arten har ej påträffats i Sverige. Inga underarter finns listade i Catalogue of Life.